# Sauvoy
Sauvoy ist eine französische Gemeinde mit 70 Einwohnern (Stand 1. Januar 2022) im Département Meuse in der Region Grand Est (bis 2015 Lothringen); sie gehört zum Arrondissement Commercy und zum Gemeindeverband Communauté de communes de Commercy-Void-Vaucouleurs.

## Geografie
Sauvoy liegt rund 22 Kilometer westsüdwestlich der Stadt Toul im Süden des Départements Meuse. Verkehrstechnisch befindet sich die Gemeinde wenige Kilometer südlich der Route nationale 4 mit dem nächsten Anschluss in Void-Vacon. Der Ort liegt am Flüsschen Méholle und am Rhein-Marne-Kanal. Weite Teile des Gemeindegebiets sind bewaldet. Die Gemeinde besteht aus dem Dorf Sauvoy, dem Weiler Sainte-Valérie und wenigen Einzelgehöften.
Nachbargemeinden sind Void-Vacon im Norden, Vaucouleurs im Osten und Süden, Villeroy-sur-Méholle im Süden, Broussey-en-Blois im Westen sowie Naives-en-Blois im Nordwesten.

## Geschichte
Wie alle Orte der Gegend litt Sauvoy im Mittelalter unter Konflikten. Die schlimmsten Verwüstungen richteten der Hundertjährige Krieg und der Dreißigjährige Krieg an. Der Name der heutigen Gemeinde wurde in der Merowingerzeit unter dem Namen Salviaco/Silviago erstmals in einem Dokument erwähnt. Im Mittelalter gehörte die Gemeinde zur Barrois mouvant und war Teil der Champagne. Sauvoy gehörte von 1793 bis 1801 zum District Commercy. Zudem von 1793 bis 2015 zum Kanton Void-Vacon. Die Gemeinde ist seit 1801 dem Arrondissement Commercy zugeteilt.

### Bevölkerungsentwicklung
| Jahr                       | 1962 | 1968 | 1975 | 1982 | 1990 | 1999 | 2006 | 2011 | 2019 |
| Einwohner                  | 114  | 109  | 91   | 89   | 76   | 68   | 64   | 63   | 60   |
| Quellen: Cassini und INSEE |      |      |      |      |      |      |      |      |      |

## Sehenswürdigkeiten
- Kirche Saint-Aubin
- Statue von Jeanne d’Arc an der nördlichen Gemeindegrenze in Le Chalet
- Denkmal für die Gefallenen[1]
- Drei Wegkreuze am südlichen und  am nördlichen Dorfende sowie an der D134 westlich der Méholle

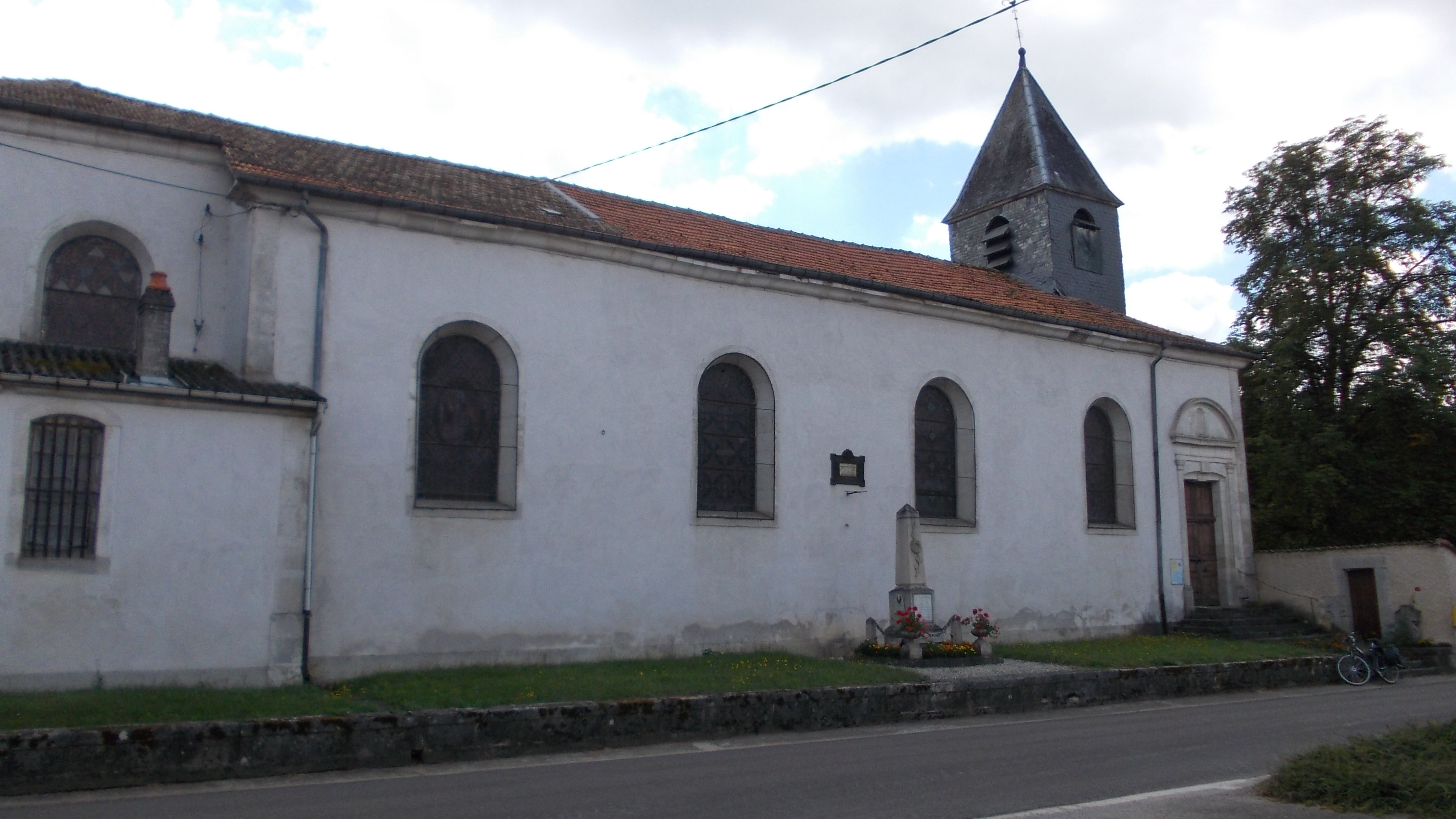
Kirche Saint-Aubin
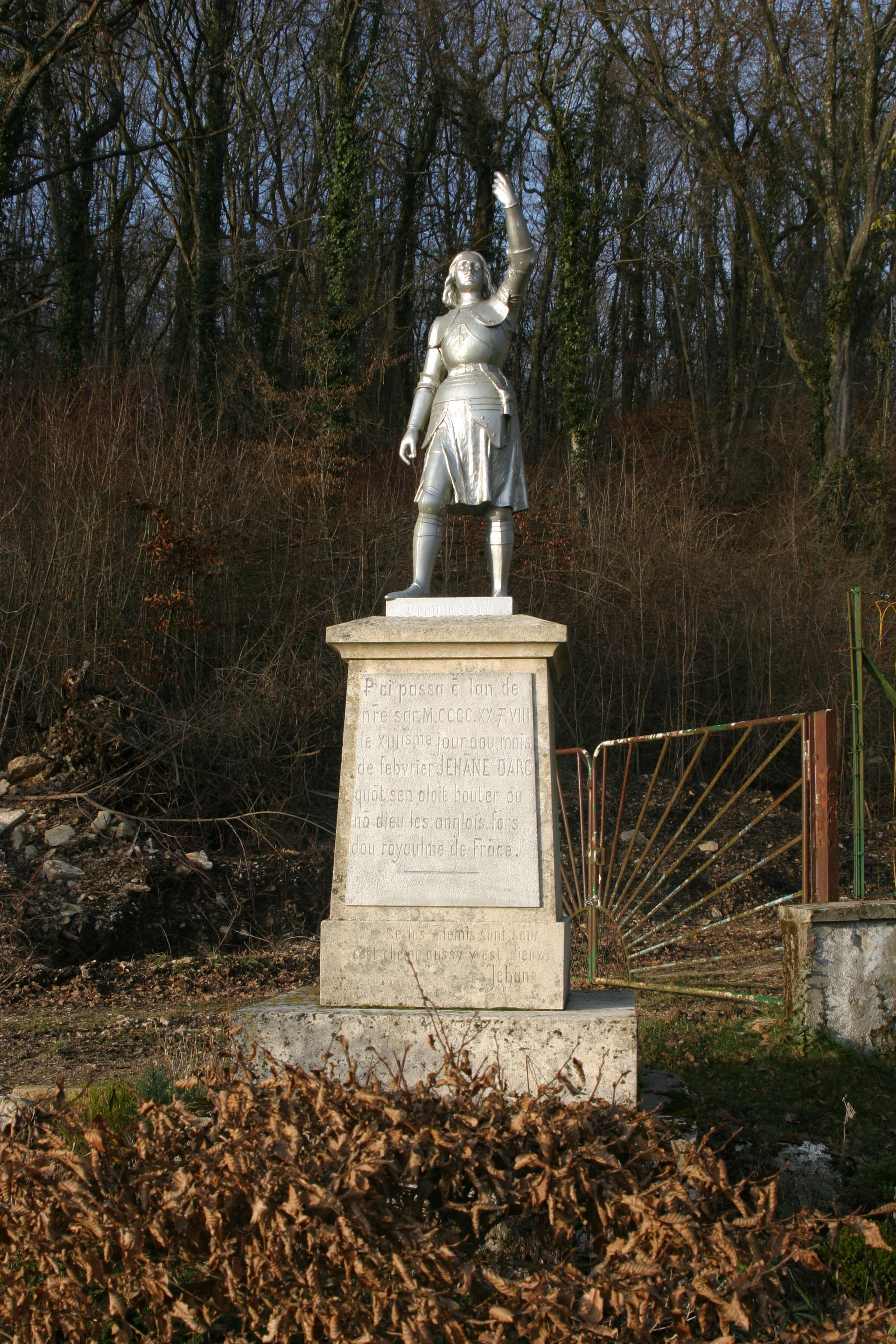
Statue von Jeanne d’Arc bei Le Chalet
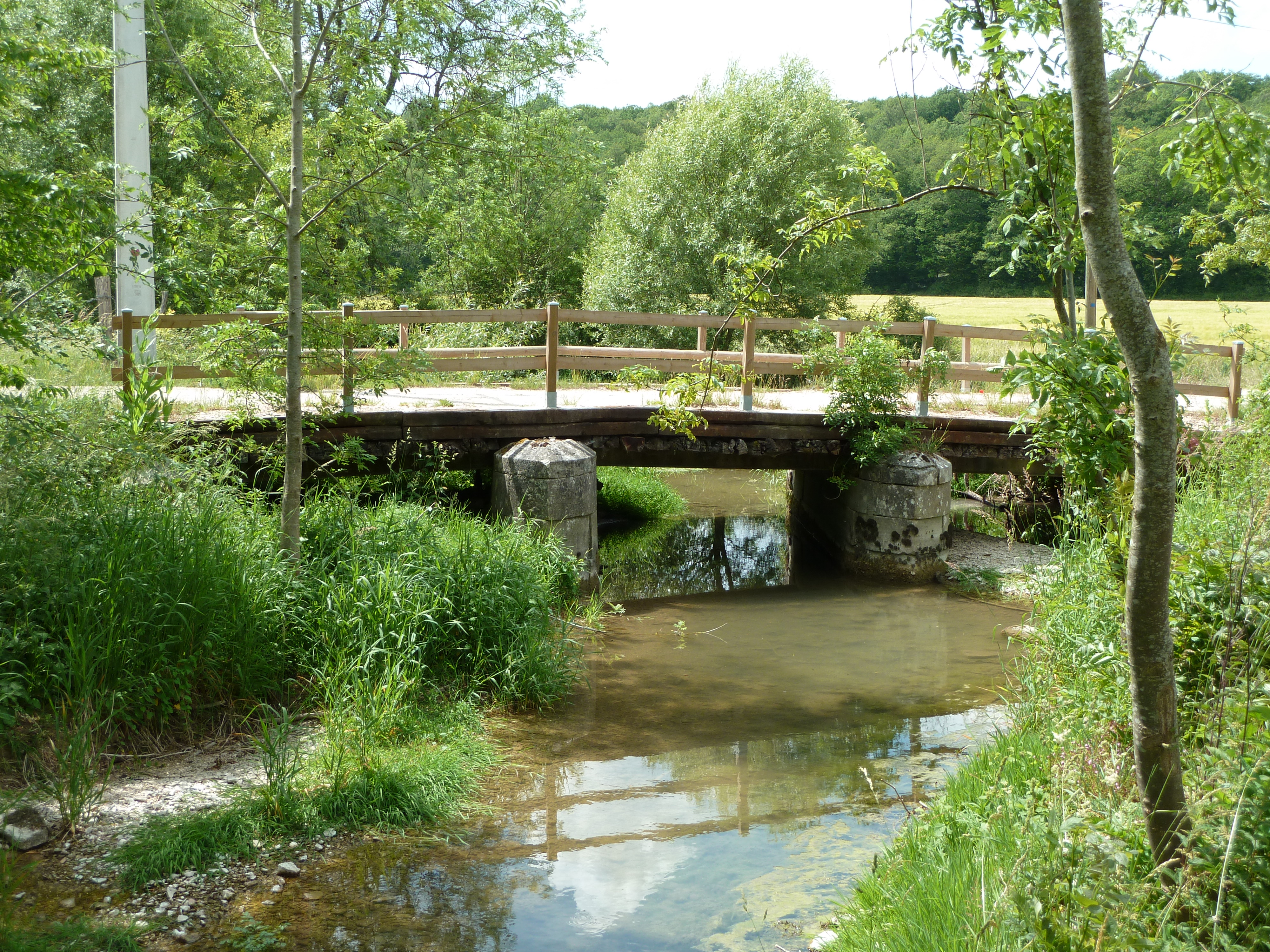
Brücke über die Méholle bei Sainte-Valérie
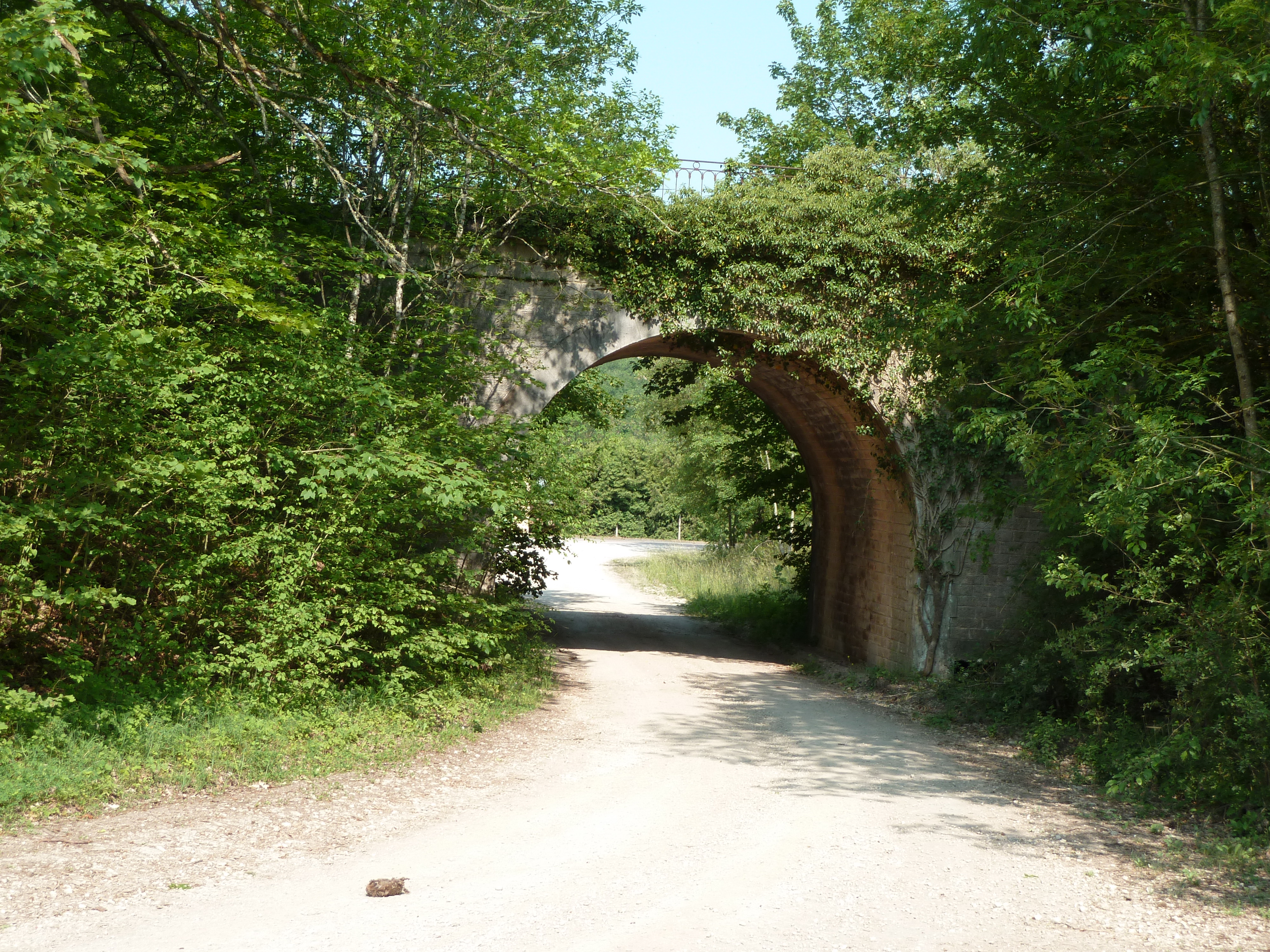
Tunnel und Weg bei Sainte-Valérie